# アディロンダック
アディロンダック（Adirondack）は、ニューヨーク・モントリオール間でアムトラックがエンパイア回廊に沿って毎日運行する国際列車である。この区間613 kmを走破するのには約11時間かかり、途中ハドソン渓谷とアディロンダック山脈を通過する  。ニューヨーク行きの68番列車、モントリオール行きの69番列車がニューヨーク州運輸省によって資金提供されて運用している。
長年の間遅延に悩まされている。 2016年6月までの1年間の路線の定時運行率は平均64.8％だった。アムトラックによると、列車の遅延の28.8％は、特にデラウェアとハドソン（カナダ太平洋鉄道）伝いの線路および信号関連部品の問題によるものだった 。
2015会計年度中、 アディロンダックは13万2345人以上の乗客を運び、745万3664ドルの収益を上げた。

## 歴史

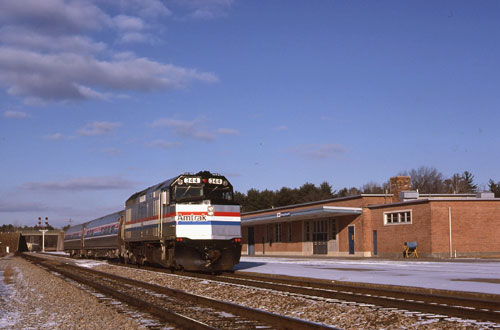
1980年、サラトガスプリングス駅にて

アムトラック発足以前、デラウェア・アンド・ハドソン鉄道ではニューヨーク州オールバニ - モントリオール間で「モントリオール・リミテッド」（夜行）と「ローレンシャン」（昼行）の2列車を運行していたが、1971年5月1日のアムトラックの発足に伴い廃止された。
1974年8月6日、アムトラックはニューヨーク州からの財政支援を受け、ニューヨークのグランド・セントラル駅からオールバニを経て、デラウェア・アンド・ハドソン鉄道経由でモントリオールのウィンザー駅へ向かう「アディロンダック」の運行を開始した。当初、ニューヨーク - バッファロー間ではエンパイア・ステート・エクスプレスの一部として運行されていた。
カナダのVIA鉄道の乗務員が担当するメープルリーフとは異なり、アディロンダックはアムトラック・カスケーズと同様、アムトラックの乗務員のみで運行される。
エンパイア回廊沿いの定時運行性を改善する取り組みの一環として、アムトラックはCSXが所有する路線のハドソン・サブディビジョンのうち、ポキプシー - スケネクタディ間をリースすることで合意に達した。2012年以降、アムトラックはハドソン・サブディビジョンにおける運用の管理を効率的に行い、維持及び資本的責任を請け負っている。
現在、アディロンダックはケベック州ラコール（北行き）もしくはローゼス・ポイント駅（南行き）に立ち寄り、最大で2時間に及ぶ出入国管理を受ける必要がある。これを迅速化するため、2012年にアメリカ合衆国税関・国境警備局がモントリオール中央駅に事前通関施設を開設する計画を発表し、米国税関とカナダ国境サービス庁が同駅で事前審査を実施できるようになる予定である。この計画では、モントリオールに到着する乗客はカナダの職員によって審査され、同駅から出発する乗客はアメリカ人の職員によって審査されることになっている。アメリカ合衆国議会は2017年初頭までに必要な有効化法案を可決した。カナダでは2017年後半に対応する法律に関して王室の同意が得られたが、まだ発効していない。
2018年4月10日、アムトラックは「レイクショア・リミテッド」を除くウエスト・サイド線の全列車に関して、同年5月26日から9月4日までグランド・セントラル駅発着で運行し、スピュトン・ダイビル可動橋およびニューヨークのペンシルバニア駅の19番線の使用を許可すると発表した。
2019年夏にはペンシルバニア駅での工事により、北行きのアディロンダックとメープルリーフがオールバニまで併結して運行された。通常これらの2列車は、7月と8月の週末に別々に運行している。

## ルートの詳細
アディロンダックは、 カナダ国鉄 、 カナダ太平洋鉄道 、 CSX交通機関 、 メトロノース鉄道 、アムトラック鉄道が運行している。
- CNサンティアサント地区、モントリオールからサンランバート ： 6.15 mi (9.90 km)
- CNルーズポイント地区、サンランバートからローゼス・ポイント ： 42.7 mi (68.7 km)
- CP Canadian Subdivision、ローゼス・ポイントからボールストン：169.3 mi (272.5 km)
- CP Freight Subdivision、ボールストンからスケネクタディ： 4.6 mi (7.4 km)
- CSX Hudson Subdivision 、スケネクタディからポキプシー（アムトラックが線路を租借）：86.3 mi (138.9 km)
- メトロ・ノース・ ハドソン線 、ポキプシーからスプイテン・デュビルへ ： 61.8 mi (99.5 km)
- アムトラック・エンパイア回廊、スピュトン・ダイビルからペンシルバニア駅 21.4 mi (34.4 km)

春、夏、初秋には、バーリントン行のフェリーとの乗り換えができるポート・ケント駅に臨時停車する。

## 駅停留所
| Québec                      | Montréal               | Template:Amtk | AMT: Deux-Montagnes Line, Mont-Saint-Hilaire Line, Mascouche Line STM Bus Routes: 36, 61, 74, 75, 107, 150, 168, 178, 410, 420, 430, 435, 715, 747 Montreal Metro lines: Orange Metro line Via Rail:Corridor, Ocean, Montreal – Jonquière train, Montreal – Senneterre train |
| Québec                      | Saint-Lambert          | Template:Amtk | AMT: Mont-Saint-Hilaire Line RTL: 1, 6, 55, 106 Via Rail: Corridor, Ocean |
| Canada–United States border |                        |               | |
| New York                    | Rouses Point, New York | Template:Amtk | none |
| New York                    | Plattsburgh            | Template:Amtk | Clinton County Public Transit: route CCC / Shopper Shuttle, Grand Isle, Mall / Gov't Center Express Shuttle, Momot & Duken, Seton Express, North City, Saturday Shuttle, South City, West City, Ausable, Champlain / Rouses Point, Peru. All buses departed from nearby Government Center bus terminal. |
| New York                    | Port Kent              | Template:Amtk | Lake Champlain Transportation: seasonal ferry service to Burlington, Vermont from May to October. Train stops only on days ferry operates. |
| New York                    | Westport               | Template:Amtk | Amtrak Thruway Motorcoach: connection service to Lake Placid. |
| New York                    | Port Henry             | Template:Amtk | none |
| New York                    | Ticonderoga            | Template:Amtk | The Ticonderoga Ferry: seasonal ferry service to Shoreham, Vermont. |
| New York                    | Whitehall              | Template:Amtk | none |
| New York                    | Fort Edward            | Template:Amtk | Amtrak: Ethan Allen Express GGFT: 4, Train-Catcher Service |
| New York                    | Saratoga Springs       | Template:Amtk | Amtrak: Ethan Allen Express CDTA: NX Northway Xpress, 471, 472, 474 |
| New York                    | Schenectady            | Template:Amtk | Amtrak: Empire Service, Ethan Allen Express, Lake Shore Limited, Maple Leaf |
| New York                    | Rensselaer             | Template:Amtk | Amtrak: Empire Service, Ethan Allen Express, Lake Shore Limited, Maple Leaf CDTA: NX Northway Express, 14, 15, 24. Engine Change from P32AC-DM to a P42 Diesel or vice versa |
| New York                    | Hudson                 | Template:Amtk | Amtrak: Empire Service, Ethan Allen Express, Maple Leaf |
| New York                    | Rhinecliff             | Template:Amtk | Amtrak: Empire Service, Ethan Allen Express, Maple Leaf |
| New York                    | Poughkeepsie           | Poughkeepsie  | Amtrak: Empire Service, Ethan Allen Express, Lake Shore Limited, Maple Leaf Dutchess LOOP: A, B, C, D, E, Poughkeepsie RailLink City of Poughkeepsie Transit: Main Street, Shoppers' Special UCAT Ulster-Poughkeepsie LINK Metro-North Railroad: Hudson Line |
| New York                    | Croton-on-Hudson       | Template:Amtk | Amtrak: Empire Service, Ethan Allen Express, Lake Shore Limited, Maple Leaf Bee-Line: 10, 11, 14 Metro-North Railroad: Hudson Line |
| New York                    | Yonkers                | Template:Amtk | Amtrak: Empire Service, Ethan Allen Express, Maple Leaf Bee-Line: 6, 9, 25, 32, 91 (seasonal service) Metro-North Railroad: Hudson Line |
| New York                    | New York City          | Penn Station  | Amtrak: Acela Express, Cardinal, Carolinian, Crescent, Empire Service, Ethan Allen Express, Keystone Service, Lake Shore Limited, Maple Leaf, Northeast Regional, Palmetto, Pennsylvanian, Silver Meteor, Silver Star, Vermonter LIRR: Main Line, Port Washington Branch NJ Transit: North Jersey Coast Line, Northeast Corridor Line, Gladstone Branch, Montclair-Boonton Line, Morristown Line NYC Subway: 1 2 3 A C E trains NYC Transit buses: M4, M7, M20, M34 / M34A Select Bus Service, Q32 |

## 設備

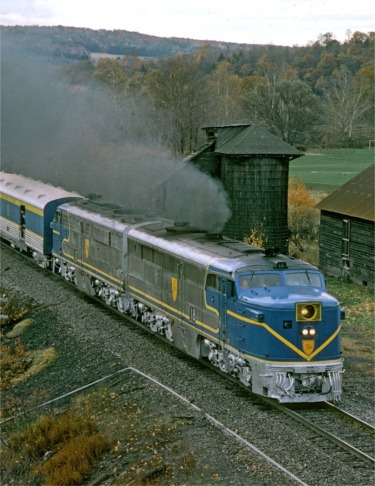
アルコPA（1975年）

1974年の運行開始当初はデラウェア・アンド・ハドソン鉄道の車両が使用され、その多くは前身となる「ローレルス」で使用された客車であった。これに加えてカナダ太平洋鉄道からリースされたドーム車が連結され、4両のアルコPAディーゼル機関車が牽引するという編成であった。
1977年3月1日にはターボライナー（ガスタービン動車）が導入された。
現在はアムフリートをGE製P42DC/P32AC-DMが牽引する編成で運行されている。一般的な編成は以下の通り。
- P42DC / P32AC-DM（P32AC-DMはニューヨーク - オールバニ間、P42DCは残りの区間を担当[2]）
- アムフリートI カフェカー 1両
- アムフリートI 客車 2 - 4両
- アムフリートII 客車 2両

他のエンパイア回廊の列車とは異なり、ビジネスクラスは提供されていない。